# چنل اف
چنل اف (به انگلیسی: Fairchild Channel F) یک کنسول بازی ویدئویی از نسل دوم است که توسط شرکت Fairchild Semiconductor در اوت ۱۹۷۶ عرضه شد. این کنسول با قیمت ۱۶۹٫۹۵ دلار به فروش می‌رفت. چنل اف این تمایز را در مقایسه با هم‌نسل‌های خود داشت که آغازگر استفاده از کارتریح در ساخت و برنامه‌نویسی یک سیستم سرگرمی مبتنی بر بازی ویدئویی داشته باشد. این کنسول توسط جری لاوسون طراحی شد.